# Хермон (Њујорк)
Хермон (енгл. Hermon) град је у америчкој савезној држави Њујорк.

## Демографија
По попису из 2010. године број становника је 422, што је 20 (5,0%) становника више него 2000. године.
| Група             | 2000.       | 2010.       |
| Белци             | 393 (97,8%) | 392 (92,9%) |
| Афроамериканци    | 5 (1,2%)    | 1 (0,2%)    |
| Азијати           | 0 (0,0%)    | 4 (0,9%)    |
| Хиспаноамериканци | 3 (0,7%)    | 17 (4,0%)   |
| Укупно            | 402         | 422         |